# Joseph de Ferrières de Sauvebœuf
Joseph de Ferrières de Sauvebœuf, né le 25 avril 1918 à Bruyères-le-Châtel (France) et mort le 21 mai 1944 à Pontecorvo (Italie), est un militaire et résistant français. Engagé dans les Forces françaises libres dès 1940, promu officier dans la Légion étrangère, il meurt au combat à 26 ans. Il est fait compagnon de la Libération à titre posthume.

## Biographie
Né dans un milieu aristocratique, après ses études au lycée Saint-Louis-de-Gonzague, il s’engage en 1936 au 6e bataillon de chasseurs alpins et devient caporal. Sportif, entraineur d'hommes, il fait la campagne de Norvège en mai et juin 1940.
Après l’armistice, il s’engage immédiatement dans les Forces françaises libres (FFL), et est affecté au bataillon de chasseurs de Camberley comme sergent-chef. Après le peloton d'élèves officiers de Camberley où il est nommé aspirant le 1er mai 1941, il rejoint la 13e demi-brigade de Légion étrangère en janvier 1942.
Chef de section, il participe entre autres aux batailles de Bir-Hakeim et de El Alamein puis à la campagne de Tunisie. Il débarque en Italie en avril 1944 avec la 1re division française libre.
Il est tué le 21 mai 1944 devant Pontecorvo (Italie), à la fin de la bataille du Garigliano.
Il repose au cimetière de Gilles (Eure-et-Loir).

## Distinctions
- Chevalier de la Légion d'honneur
- Compagnon de la Libération à titre posthume par décret du 20 novembre 1944[1]
- Croix de guerre 1939–1945 (2 citations)
- Médaille de la Résistance française par décret du 31 mars 1947[2]
- Médaille coloniale avec agrafes "Libye", "Bir-Hakeim 1942"
- Médaille commémorative française de la guerre 1939–1945 avec barrettes "France", "Norvège", "Afrique"
- Médaille commémorative de la campagne d'Italie (1943–1944)
- Médaille commémorative des services volontaires dans la France libre
- Croix de guerre norvégienne avec épée

## Postérité
- La 42e promotion de l'École militaire interarmes porte son nom (promotion Lieutenant de Ferrières, 2002-2004).
- À Bruyères-le-Châtel, une rue porte son nom et une plaque à sa mémoire a été apposée sur la chapelle de l'ancien château de Morionville, propriété de sa famille.